# Congress Hall
Die Congress Hall ist ein Gebäude in der Nähe der Kreuzung von Chestnut und 6th Streets in Philadelphia (Pennsylvania), die vom 6. Dezember 1790 bis zum 14. Mai 1800 als Sitz des Kongresses der Vereinigten Staaten diente. Während der Zeit, in der die Congress Hall als Capitol der Vereinigten Staaten diente, wurden drei neue Staaten in den Staatenbund aufgenommen: Vermont, Kentucky, und Tennessee; die Bill of Rights der Verfassung der Vereinigten Staaten wurden ratifiziert; und die Inauguration der beiden Präsidenten George Washington und John Adams fand dort statt.
Die Congress Hall wurde während des gesamten 20. Jahrhunderts zu ihrem ursprünglichen Aussehen im Jahre 1796 restauriert. Das Gebäude, das im Independence National Historical Park liegt, wird nun vom National Park Service verwaltet und ist für öffentliche Führungen geöffnet. Die Congress Hall ist nicht mit der Independence Hall zu verwechseln, dem ursprünglichen Pennsylvania State House, mit der sie aber durch einen Seitentrakt und eine Galerie verbunden ist, sodass sie quasi deren rechten Seitenflügel bildet. 

## Hintergrund

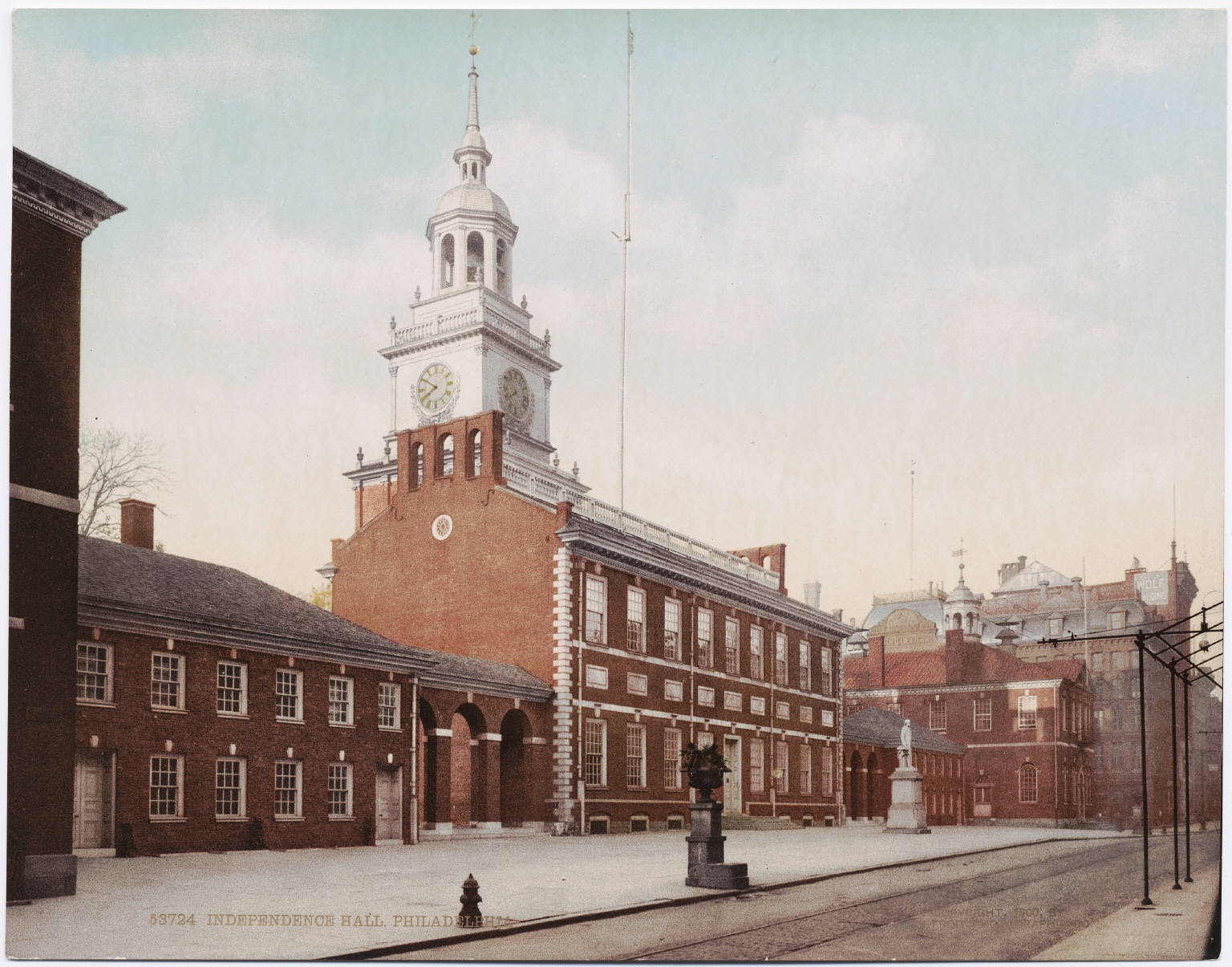
Independence Hall mit der Congress Hall im Hintergrund

Philadelphia diente während und nach dem Unabhängigkeitskrieg als Hauptstadt der Vereinigten Staaten. Die Independence Hall, direkt neben der Congress Hall, war bis zur Meuterei von Pennsylvania im Jahr 1783 der Tagungsort des Kontinentalkongresses. Da es die Regierung von Pennsylvania nicht schaffte, den Kongress vor dem wütenden Mob der Meuterer zu schützen, war dieser gezwungen, nach Princeton (New Jersey) umzuziehen. Als Hauptstadt dienten danach ab November 1783 Annapolis (Maryland), ab November 1784 Trenton (New Jersey) und schließlich ab Januar 1785 New York City. Die Abgeordneten kehrten bis zur Philadelphia Convention 1787 nicht nach Philadelphia zurück; New York City blieb die offizielle Hauptstadt, auch während der Philadelphia Convention. Die vom Architekten Samuel Lewis entworfene Congress Hall sollte ursprünglich als Gerichtsgebäude des Philadelphia County dienen; Der Bau wurde 1787 begonnen und zwei Jahre später fertiggestellt.

## Vorläufiges Kapitol

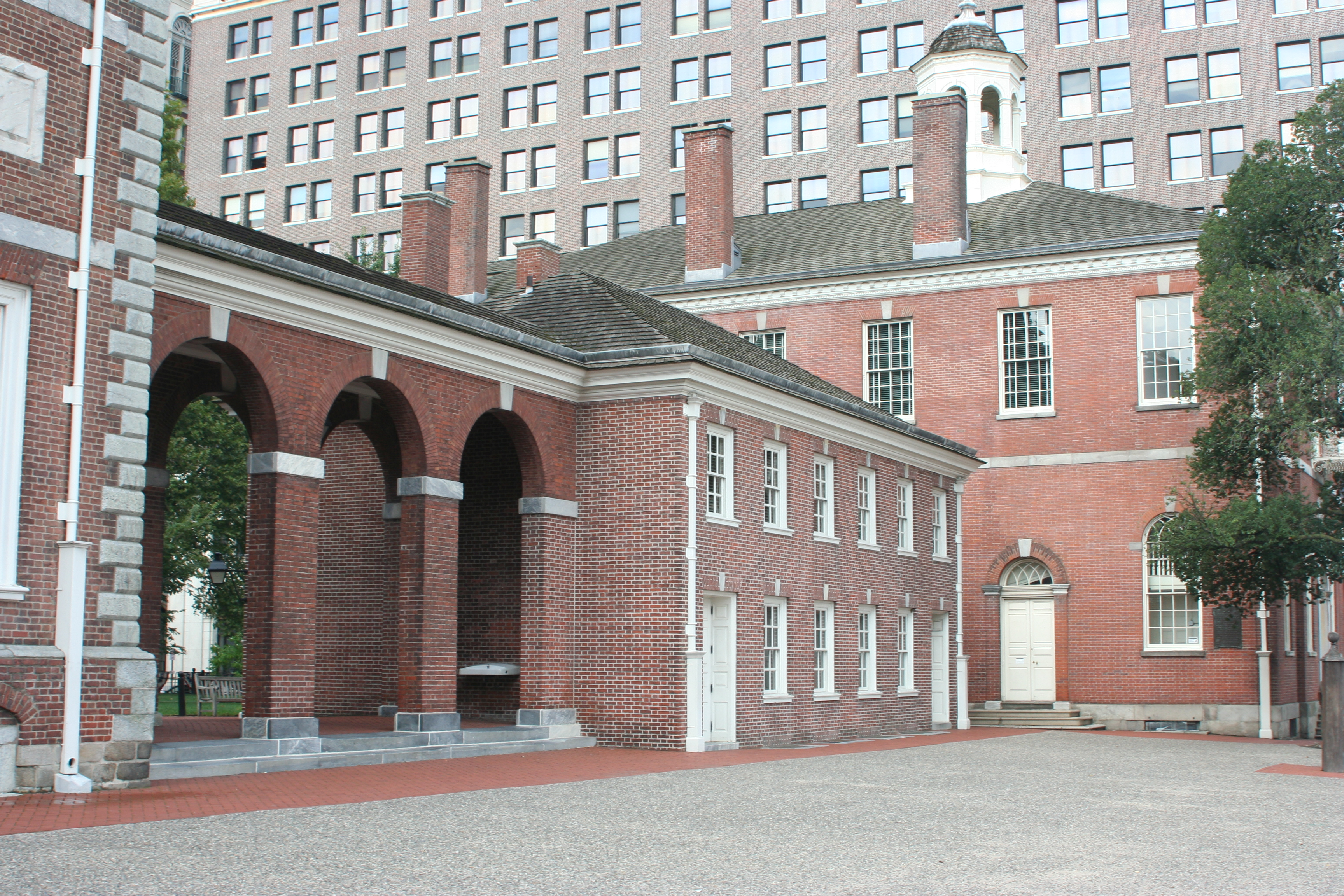
Congress Hall

Artikel 1, Absatz 8 der US-Verfassung gewährt dem Kongress die Befugnis, einen Hauptstadtdistrikt zu bilden, der als Hauptstadt der Vereinigten Staaten dient. Nach der Ratifizierung der Verfassung beschloss der Kongress, der zu der Zeit in New York tagte, am 9. Juli 1790 den Residence Act. Dieses Gesetz legte fest, dass an den Ufern des Potomac River zwischen den Staaten Maryland und Virginia die neue Hauptstadt Washington, D.C. entstehen sollte. Robert Morris, Senator für Pennsylvania, überzeugte den Kongress zur Rückkehr nach Philadelphia, während die neue Hauptstadt gebaut wurde. Dies hatte zur Folge, dass der Kongress Philadelphia für den Zeitraum von zehn Jahren zur temporären Hauptstadt ernannte.
Im Bestreben, den Kongress vom Verbleib der Hauptstadt in Philadelphia zu überzeugen, begann die Stadt mit dem Bau eines neuen Präsidentenpalastes an der 9th Street und einer Erweiterung des Gerichtsgebäudes, woraus die Congress Hall entstand. Nach der Rückkehr des Kongresses nach Philadelphia am 6. Dezember 1790 wurde das Erdgeschoss in einen Sitzungssaal für das  Repräsentantenhaus der Vereinigten Staaten umgebaut und im 1. Stock entstand der Sitzungssaal für den Senat. Trotz ihrer Bemühungen zum Bau neuer Gebäude für die Nutzung durch die Bundesregierung konnten die Bürger der Stadt den Kongress nicht davon überzeugen, den Residence Act zu ändern und Philadelphia zur festen Hauptstadt zu machen. Die Congress Hall diente bis zum Umzug der Regierung nach Washington D.C. am 14. Mai 1800 als Kapitol.

## Innenausstattung

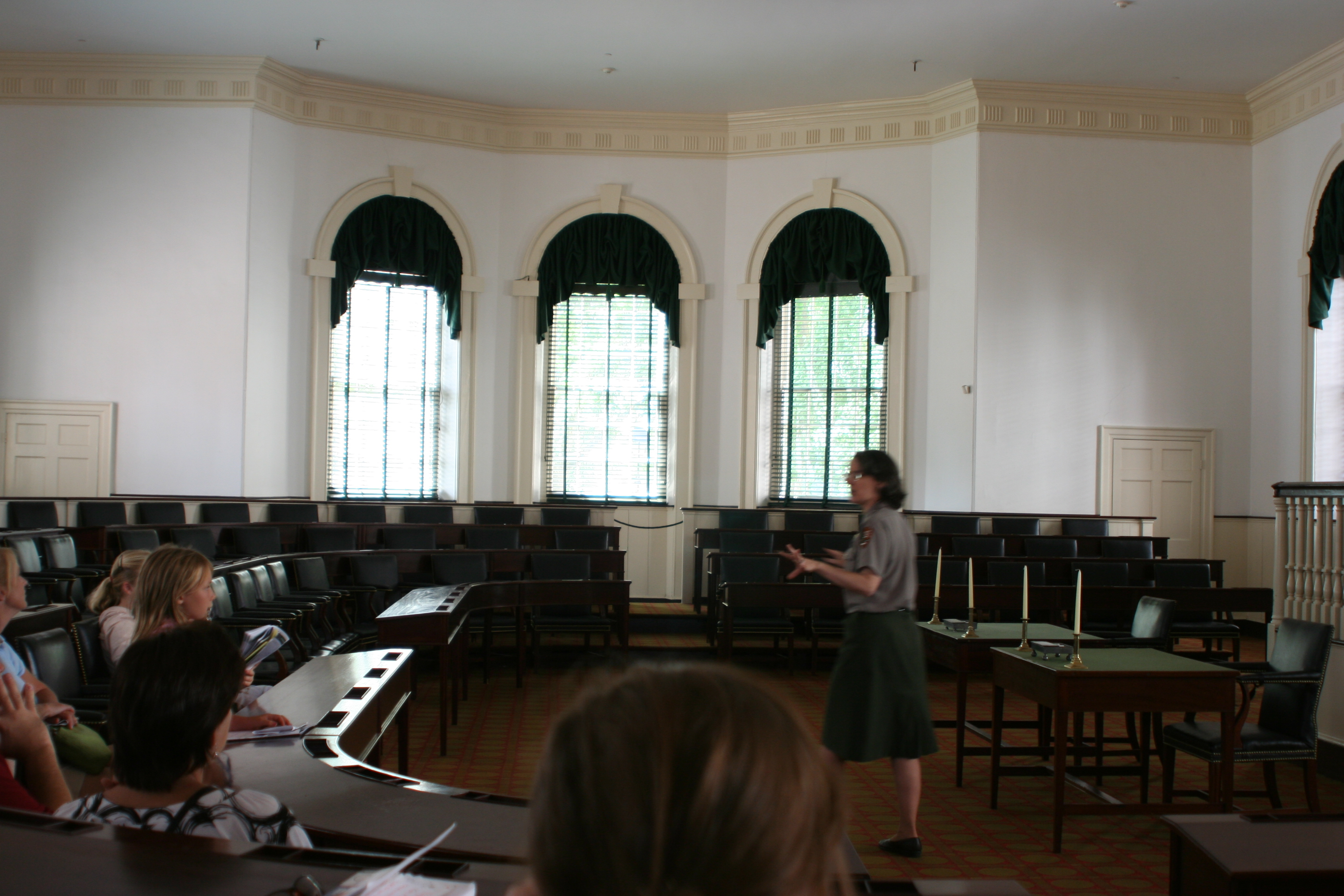
Sitzungssaal des Repräsentantenhauses im Erdgeschoss der Congress Hall

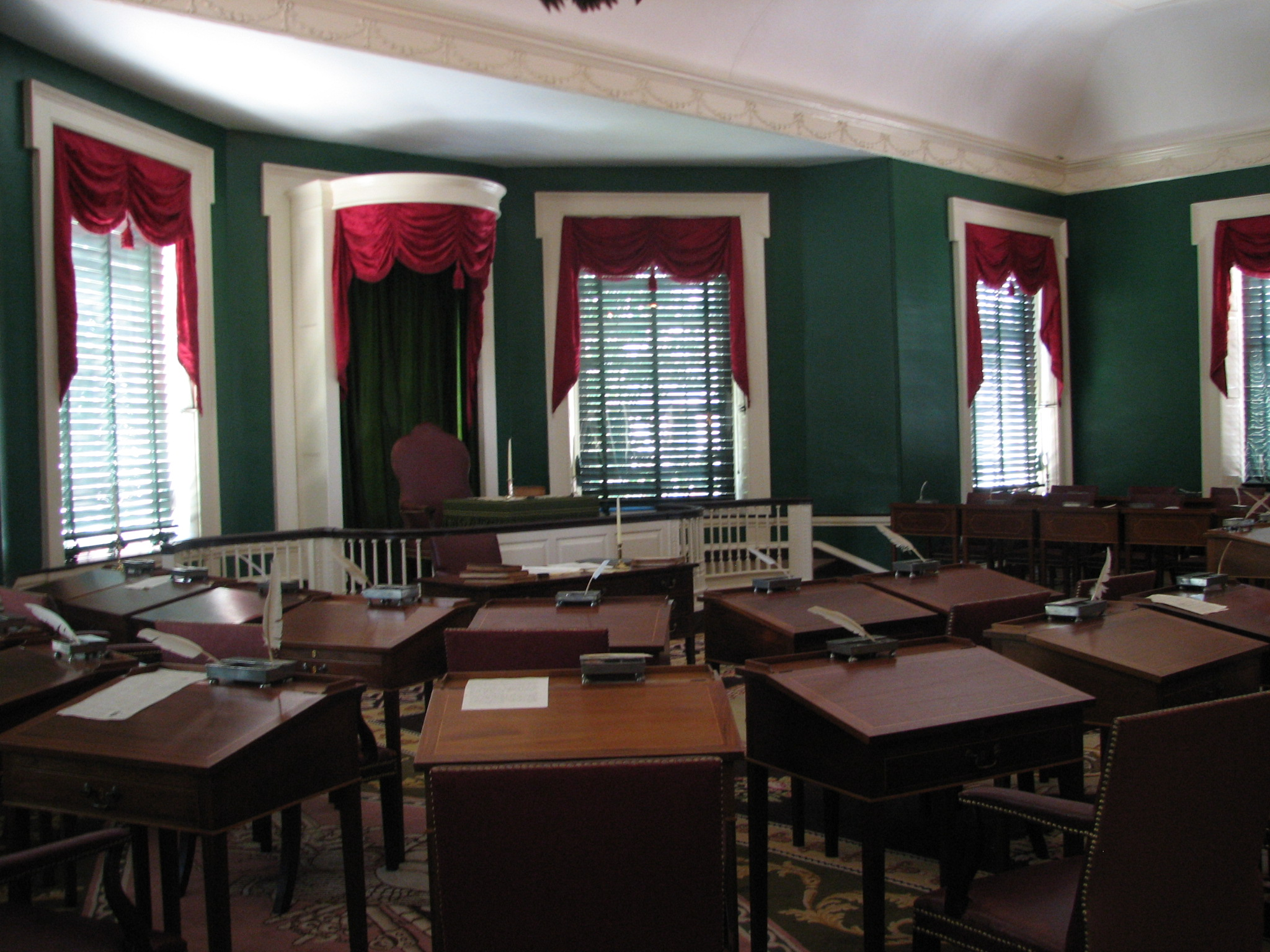
Sitzungssaal des Senats im 1. Stock der Congress Hall

Die Einrichtung des Plenarsaals im Erdgeschoss war recht einfach gehalten, sie bestand aus Mahagoni-Tischen und Lederstühlen. Der Raum beherbergte 106 Abgeordnete aus 16 Staaten: den 13 Originalstaaten sowie den drei neuen Staaten Vermont (1791), Kentucky (1792) und Tennessee (1796). Im Jahr 1796 wurde der Raum wieder in seinen Ursprungszustand zurückgebaut.
Der erste Stock, der dem Senat vorbehalten war, war verzierter und mit schweren roten Vorhängen ausgestattet. Bis 1796 standen 32 Schreibtische in dem Saal, die den im heutigen Senatssaal genutzten Schreibtischen sehr ähnlich waren; 28 der Schreibtische in der Congress Hall sind original. In den angrenzenden Kommissionsräumen hängen Porträts von Ludwig XVI. und Marie-Antoinette, die den Vereinigten Staaten nach der amerikanischen Revolution vom französischen Monarchen geschenkt wurden. An der Decke befindet sich ein Fresko eines Weißkopfseeadlers, der den traditionellen Olivenzweig, ein Friedenssymbol, hält. Ebenso befindet sich an der Decke ein Stuckmedaillon in Form einer Sonne, 13 Sterne stehen für die 13 Originalkolonien. Das Design spiegelt sich in ähnlicher Form am Boden. Dort befindet sich ein Teppich von William Sprague, einem örtlichen Weber, der die Wappen aller 13 Originalstaaten zeigt. Der heutige Teppich ist eine Reproduktion des Originals.

## Vermächtnis
In den fast zehn Jahren, in denen die Congress Hall als Kapitol diente, erlebte sie viele historische Ereignisse einschließlich der Aufnahme von drei neuen Staaten. Die Bill of Rights wurde 1791 dort ratifiziert, ferner fanden dort die zweite Inauguration von George Washington im Jahr 1793 und jene von John Adams im Jahr 1797 statt. Der Kongress nutzte die Zeit auch zur Einführung der First Bank of the United States, der Federal Mint und des Department of the Navy. Der Jay-Vertrag, der den vorläufigen Frieden mit England sicherte, wurde im Jahr 1796 ebenfalls in der Congress Hall ratifiziert. Nachdem Washington D.C. Hauptstadt war, wurde die Congress Hall wieder zum Philadelphia County Courthouse und beherbergte während des frühen 19. Jahrhunderts sowohl das Staats- als auch das Bundesgericht. Das ebenfalls von Samuel Lewis entworfene Burlington County Courthouse in Mount Holly (New Jersey) wurde 1796 nach dem Vorbild der Congress Hall gebaut.

## Restaurierung und gegenwärtiger Zustand
Nach ihrer Nutzung als Gerichtsgebäude zu Beginn des 19. Jahrhunderts verfiel die Congress Hall, wie andere Gebäude in dem Bereich. Im Jahr 1870 beschloss die Regierung von Pennsylvania den Abbruch aller Gebäude rund um die Independence Hall. Das Gesetz wurde jedoch nie umgesetzt und im Jahr 1895 offiziell aufgehoben. Die Colonial Dames of America, eine nichtstaatliche Vereinigung, begannen 1896 mit der Restaurierung, wobei sich ihre Arbeit überwiegend auf die Senatskammer bezog. Im Jahr 1900 begann der Ortsverband Philadelphia des American Institute of Architects (AIA) eine Studie über die Congress Hall und initiierte einen Spendenaufruf für eine vollständige Restaurierung des Gebäudes. Nachdem die Finanzierung gesichert war, genehmigte die Stadt Philadelphia die Restauration unter Aufsicht der AIA. Nach der Fertigstellung der Arbeiten im nächsten Jahr wurde die Congress Hall von Präsident Woodrow Wilson umgewidmet. Zusätzliche Sanierungsarbeiten wurden 1934 fertiggestellt. Im Jahr 1942 trafen sich mehr als 50 zivile und patriotische Gruppierungen in der American Philosophical Society und vereinigten sich zur Gründung der Independence Hall Association. Der Verein setzte sich für die Schaffung des Independence National Historical Park ein, der vom Kongress im Jahr 1948 zunächst genehmigt und am 4. Juli 1956 formell gegründet wurde. Die Congress Hall wird jetzt durch den National Park Service betrieben, der das ganze Jahr über Führungen veranstaltet. Voranmeldungen sind hierbei nicht möglich, wer zuerst kommt, wird als erster bedient. Am 2. Dezember 2008 traf sich der gewählte Präsident Barack Obama in der Congress Hall mit der National Governors Association, um die Auswirkungen der Wirtschaftskrise 2008 auf das Land zu diskutieren.